# The Italian Job (videogioco 2003)
The Italian Job è un videogioco di guida pubblicato nel 2003 dalla Eidos Interactive. Ispirato all'omonimo film del 2003, il gioco figura una modalità storia che ne segue la trama e una modalità multigiocatore in cui è possibile guidare la propria Mini in numerosi circuiti a Hollywood e Los Angeles.